# Parotomys brantsii
Parotomys brantsii là một loài động vật có vú trong họ Chuột, bộ Gặm nhấm. Loài này được A. Smith mô tả năm 1834.